# スティーブ・ストローター
スティーブン・ルイス・ストローター（Stephen Lewis "Steve" Stroughter、1952年3月15日 - 2018年3月6日）はアメリカ合衆国カリフォルニア州出身の元プロ野球選手（外野手）。

## 来歴・人物
レッドウッド高校から1970年のMLBドラフト15巡目でカリフォルニア・エンゼルスに指名されるも拒否。翌1971年、セクアイアス大学から1月第2次ドラフトの2巡目でシカゴ・カブスに指名されるもこれも拒否、同年の6月第2次ドラフト1巡目でサンフランシスコ・ジャイアンツに指名され、ようやく契約した。
その後、長きに渡りマイナー生活が続いていたが、1982年に30歳にしてシアトル・マリナーズで初のメジャー昇格を果たす。

### 阪神時代
ベネズエラのウィンターリーグ・カラカスで6番打者としてプレーしているところを安藤統男監督が視察し、1983年に阪神タイガースへ入団。開幕前のマウイ島キャンプではシート打撃で場外へ飛ばし、また紅白戦でも本塁打を放つなど、同年に入団したランディ・バースよりも大きな当たりを飛ばした。
背番号は前年に退団した若菜嘉晴の後を継いで39となった。
開幕直後に肩を故障し二軍落ちしたが、キム・アレンの故障もあり5月中旬に戦列復帰。復帰初戦である5月14日の対大洋戦（甲子園）ではいきなり右田一彦から第1号を放った。同23日の広島戦（岡山）では白武佳久から初回先頭打者本塁打を放ち、翌24日の中日戦（甲子園）から29日の巨人戦（甲子園）まで6試合全てに3番・右翼手でスタメン出場。ただ、左投手を苦手としていたため、相手が投手を左投手に交替すると右の代打を送られることも多かった。この6試合でバースがスタメンで出場したのは4試合で、打順は6番ないし7番であった。ストローターは本塁打を5本放ったが、その後の試合で自打球を左足に当て骨折し、再び戦線離脱を余儀なくされる。さらに、このとき一軍は投手陣が壊滅状態にあり、シーズン途中に急遽リチャード・オルセンの獲得に動いたことから、外国人選手枠の関係でストローター、アレン、バースのうち誰か1人を解雇せざるを得なくなり、立つことも歩くこともままならない状態にあったストローターがシーズン途中の6月に解雇された。結局、日本でプレーしたのは28試合だけであった。

### 阪神退団後
帰国直後にトロント・ブルージェイズ傘下の3Aでアメリカ球界に復帰するも、同年をもって現役を引退、故郷のカリフォルニア州バイセリアに戻る。
現役引退後は、地元の少年院や刑務所に勤務し、触法少年たちのカウンセラーとなった。ストローター自身、貧しい街で生まれたが悪い仲間とは縁を切ったことでメジャーリーガーにまでなれたこともあり、その経験を伝えることで、触法少年たちの更生を手伝った。
ただ、1998年にはコクシジオイデス症という治療法のない感染症に罹り、また2002年にも糖尿病を発症し一時は意識不明に陥るなど、生死の境を彷徨った（その後は何とか回復）。
2016年12月27日、イザベル夫人と結婚（初婚）。二人が初めて出会ったのは1977年の冬であったが、その後は疎遠となり半世紀近く年月が過ぎたものの、イザベル夫人が偶然Facebookでストローターを見つけ連絡を取ったことから交際に至ったという。
ストローター本人は、バースについて、当時の球団通訳からの手紙で活躍を知っており、阪神タイガースが日本一になったこと、またバースが三冠王を獲ったことも知っていた。バースもまた日刊スポーツの取材に対し、チームメイトだった時は遠征先で食事を共にしたこと、共通の友人などについて語り合ったという。
2018年3月6日に死去。65歳没。

## 詳細情報

### 年度別打撃成績
| 年 度    | 球 団    | 試 合 | 打 席 | 打 数 | 得 点 | 安 打 | 二 塁 打 | 三 塁 打 | 本 塁 打 | 塁 打 | 打 点 | 盗 塁 | 盗 塁 死 | 犠 打 | 犠 飛 | 四 球 | 敬 遠 | 死 球 | 三 振 | 併 殺 打 | 打 率 | 出 塁 率 | 長 打 率 | O P S |
| -------- | -------- | ----- | ----- | ----- | ----- | ----- | -------- | -------- | -------- | ----- | ----- | ----- | -------- | ----- | ----- | ----- | ----- | ----- | ----- | -------- | ----- | -------- | -------- | ----- |
| 1982     | SEA      | 26    | 51    | 47    | 4     | 8     | 1        | 0        | 1        | 12    | 3     | 0     | 0        | 0     | 0     | 3     | 1     | 1     | 9     | 0        | .170  | .235     | .255     | .491  |
| 1983     | 阪神     | 28    | 92    | 87    | 13    | 24    | 6        | 0        | 5        | 45    | 12    | 0     | 0        | 0     | 1     | 4     | 0     | 0     | 13    | 2        | .276  | .308     | .517     | .825  |
| MLB：1年 | MLB：1年 | 26    | 51    | 47    | 4     | 8     | 1        | 0        | 1        | 12    | 3     | 0     | 0        | 0     | 0     | 3     | 1     | 1     | 9     | 0        | .170  | .235     | .255     | .491  |
| NPB：1年 | NPB：1年 | 28    | 92    | 87    | 13    | 24    | 6        | 0        | 5        | 45    | 12    | 0     | 0        | 0     | 1     | 4     | 0     | 0     | 13    | 2        | .276  | .308     | .517     | .825  |

### 記録
NPB
- 初出場：1983年4月9日、対ヤクルトスワローズ1回戦（阪神甲子園球場）、7回裏に小林繁の代打で出場
- 初打席：同上、尾花高夫の前に凡退
- 初先発出場：1983年5月14日、対横浜大洋ホエールズ6回戦（阪神甲子園球場）、7番・右翼手で先発出場
- 初本塁打：同上、5回裏に右田一彦から2ラン

### 背番号
- 14（1982年）
- 39（1983年）

## エピソード
- 野球漫画「ラストイニング」に登場する外国人球児スティーブ・ストローターの名前の由来となっており[1]、長身・眼鏡着用という特徴も引き継いでいる。